# Anne Slacik
Anne Slacik est une artiste peintre française née à Narbonne en 1959.

## Biographie
Après des études en arts plastiques à l'université de Provence, puis à l'université de Paris I, Anne Slacik obtient un diplôme de troisième cycle et une agrégation d'arts plastiques en 1984. Militante à l'UNEF, elle fut élue au bureau national de 1980 à 1981. Elle enseigne les arts plastiques de 1982 à 1990.
La couleur est au cœur de son cheminement, utilisée dans sa fluidité sur de grands formats, peinte sur les livres et les manuscrits, comme un va-et-vient possible entre la peinture et le livre, entre la peinture et la poésie.
Son œuvre se présente souvent à travers des séries de toiles dont les titres font référence à des lieux (L'Agdal, Assise, À Saint-Denis), à des poètes (À Paul Celan, L'Avril - référence à André du Bouchet…) ou à des peintres (série « Piero »).
Son travail trouve des racines dans la peinture contemporaine (Rothko) mais aussi de la Renaissance (Piero della Francesca).
En plus de son œuvre de peintre, elle réalise de nombreux livres d'artistes, livres illustrés et livres peints. Elle travaille avec des auteurs comme Michel Butor, Kenneth White, Bernard Noël, Alain Freixe, Joseph Guglielmi, Jean-Pierre Faye, Tita Reut, Pierre Sansot, Bernard Chambaz, Claudine Bohi, etc.

### Prix
- 1991 : prix de peinture de la fondation Fénéon

## Expositions

### Expositions personnelles récentes
Anne Slacik expose dans plusieurs galeries en France (galerie Convergences, galerie Papiers d'Art, galerie Olivier Nouvellet à Paris, galerie HCE à Saint-Denis, galerie Samira Cambie à Montpellier, galerie Adoue de Nabias à Nîmes, galerie Artenostrum à Dieulefit), en Belgique (Monos Art Gallery à Liège…).
Ses livres peints sont présentés à la librairie Métamorphoses à Paris et à la librairie À la Demi-Lune à Aigues-Vives (Gard).
De nombreuses expositions personnelles lui ont été consacrées par des institutions : on citera particulièrement les grandes expositions du Manoir des Livres Michel Butor à Lucinges, du musée d'Art Moderne de Collioure, du musée-bibliothèque Pierre-André-Benoit à Alès, de la médiathèque du Carré d'art à Nîmes, du centre d'art de Gennevilliers, du musée d'Art et d'Histoire de Saint-Denis, du musée national de Port-Royal-des-Champs, du musée Ingres à Montauban, du musée Rimbaud à Charleville-Mézières, du musée d'Art et d'Archéologie du Périgord, du musée Paul Valéry à Sète, de la maison Aragon-Triolet à Saint-Arnoult, du centre d'art de Gennevilliers, du théâtre de Saint-Quentin-en-Yvelines, de la bibliothèque municipale de Strasbourg, du musée de Gap, du monastère de Saorge, mais aussi celles de l'espace Chabrillan à Montélimar, l'espace Saint-Anne à Montpellier, la Chapelle des Pénitents Bleus à Narbonne, le Carmel de Tarbes.
De nombreuses médiathèques publiques ont présenté ses peintures, livres peints, sous la forme d'expositions personnelles et d'installations (Grenoble, Issy-les-Moulineaux, Les Sables d'Olonne, Thann…). En 2014, la Bibliothèque Forney, Bibliothèque historique de la Ville de Paris, a présenté ses livres peints et un ensemble de toiles. En 2019, la médiathèque du Carré d'Art de Nîmes a présenté son travail à l'occasion de l'acquisition de la collection des 130 livres manuscrits peints.

En 2016-2017, dans le cadre de l'exposition "La Pente de la Rêverie" un ensemble de toiles et un livre peint ont été exposés à la Maison de Victor Hugo à Paris.
- 2024 :
  - Avec elles. Anne Slacik et quarante poétesses, Espace Dominique Bagouet, Montpellier[14]
- 2023 :
  - Alès: Le beau temps selon Anne Slacik, Musée Pierre André Benoît, Alès[15]
  - L'arbre des songes, Galerie Papiers d'art, Paris[16]
- 2022 :
  - Les Indes galantes, Musée d'art et d'histoire Paul Eluard, Saint-Denis[17]
- 2020 :
  - La Bohème est au bord de la mer, peintures et livres peints, Manoir des livres[18] à Lucinges
- 2019 :
  - Galerie Convergences[19] à Paris
  - Galerie Papiers d'Art[20] à Paris
  - Galerie Adoue de Nabias[21] à Nîmes
  - Bibliothèque du Carré d'Art à Nîmes
  - Centre d'Art à Bédarieux
- 2018 :
  - Musée Paul Valéry à Sète
  - Centre d'Art Rhodanien à Bagnois-sur-Cèze
  - Le Vieux Château, Vicq-sur-Breuilh
  - Galerie Hervé Courtaigne[22] à Paris
  - Studio-Galerie HCE à Saint-Denis
- 2017 :
  - Les livres peints d'Anne Slacik, à la Librairie-Galerie Artbiblio[23]
  - 1er Salon d'œuvres sur papier, Centre d'Art Yvon Morin, Le Poët-Laval[24]
  - Expoésie 2017, au musée d'art et d'archéologie du Périgord (MAAP) de Périgueux[25]
  - Galerie Samira Cambie à Montpellier[26]
  - Galerie Pascal Adoue de Nabias à Nimes[27],[28]
- 2016 :
  - Ladies First, Galerie Hervé Courtaigne à Paris[29]
  - Les pourpres 1998-2014 Ancienne Église Maisons-Laffitte[30],[31]
  - Vingt ans, vingt sept artistes, à Sigean, Maison du Roy[32]
  - Anne Slacik Grandes peintures 2011 – 2015, Théâtre de Kremlin Bicêtre[32],[33]
  - La Pente de la rêverie, Musée Victor Hugo à Paris[32]
- 2015 :
  - Les solitaires, grands papiers, musée national de Port-Royal-des-Champs[34],[35]
  - 7 Peintures, 7 Saisons, galerie Hervé Courtaigne, Paris[36],[37]
- 2014 :
  - Livres peints, bibliothèque Forney, Paris[38]
  - L'eau et les rêves, bibliothèque municipale de Grenoble[39]
- 2013 :
  - Grandes peintures et livres peints, musées Arthur Rimbaud et de l'Ardenne Charleville-Mézières[40]
  - La Seine était verte à ton bras, galerie municipale Julio González, Arcueil[41]
- 2012 :
  - L'Avril, musée de Melun[42]
  - Peintures et livres peints 1989-2012[43], musée d'art et d'histoire de Saint-Denis[44]
  - Anne Slacik. Livres peints, Galerie KA&NAO, à Grenoble[45]
  - Château-musée du Cayla, Andillac (Tarn)[46]
  - Grandes peintures et livres peints, musée Ingres, Montauban, dans le cadre du festival Lettres d'automne[47]
- 2011-2012 : Anne Slacik, Mallarmé (LNB) L'Avril, peintures 2010-2011 », musée départemental Stéphane-Mallarmé, Vulaines-sur-Seine[48]
- 2009 : Grandes Peintures : 1996-2008, Espace Chabrillan, Montélimar[49]
- 2008 :
  - Domaine de Saint Ser - Puyloubiers Sainte Victoire[50]
  - Excepté peut-être une constellation, livres peints Chapelle des Pénitents Bleus Narbonne[51]
  - Piero-peintures, Galerie L'Or du Temps Paris[52]
  - De natura etc., Galerie Pascale Guillon à Tavel[53]
  - Jardins, Salle des Jacobins à Saintes[53]
- 2007 :
  - Galerie Artenostrum Dieulefit[54]
  - LONH Peintures Maison Triolet-Aragon Saint Arnoult en Yvelines[55]
- 2006 :
  - Excepté peut-être une constellation, livres peints 1986-2006, bibliothèque municipale de Strasbourg[56]
  - Grandes peintures, œuvres sur papier Galerie le Violon Bleu[57]- Sidi Bou Said Tunisie
  - Le jardin cirripède Galerie Michèle Broutta Paris 2006[58]
  - Les Arbres, grands papiers, livres peints à Médiathèque de Florange
  - Trois jardins, Carré Sainte-Anne de Montpellier[59]
- 2005 :
  - Jardins en Moselle Château de Pange, Maison R.Schuman Scy Chazelles, Jardin pour la Paix[60]
  - Peintures Monos Art Gallery à Liège Belgique[61]
- 2004 :
  - Galerie A Contrario, Limoges
  - Galerie Lucien Schweitzer, Luxembourg[62]
  - Installation à la bambouseraie d'Anduze[63]
  - Les Jardins, Musée Pierre André Benoît, Alès
- 2003 : Livres peints, installation à la médiathèque d'Issy-Les-Moulineaux
- 2000 : Bibliothèque Carré d'Art Nîmes[64]
- 1998 :
  - CIPM Vieille Charité Marseille[65]
  - Galeries du Théâtre de Saint-Quentin-en-Yvelines[66]
- 1997 : Galerie Sabine Puget, Paris[67]
- 1996 : Galerie le Bateau-Lavoir, Grenoble
- 1995 : Galerie Hélène Trintignan, Montpellier[68]

### Expositions collectives
- Anne Slacik et Jean-Pierre Vielfaure - Carnets et livres d'artistes, Bibliothèque Aragon, Choisy-le-Roi, novembre 1997 - janvier 1998.
- Bernard Legay, Maya Mémin, Anne Slacik, Jacques Vimard, Musée des beaux-arts de Saint-Lô, mai-juin 2015.

## Publications

### Livres d'artiste
Anne Slacik a créé, de 1989 à 2008, une collection de 130 livres manuscrits peints, chacun réalisé à seize exemplaires. Cette collection constitue une véritable anthologie de la poésie contemporaine française, mais aussi des États-Unis et du monde arabe. Initiée en 1989 avec Bernard Vargaftig, la collection s'est close en 2008 avec Gaston Puel et Laurent Grisel.

#### Quelques auteurs
- Etel Adnan
- Adonis
- Démosthène Agrafiotis
- Jacques Ancet
- Tahar Bekri
- Jeanne Benameur
- Maurice Benhamou
- Pierre-André Benoit
- Patrick Beurard-Valdoye
- Lionel Bourg
- Michel Butor
- Bernard Chambaz
- Francis Cohen
- Jean-Gabriel Cosculluela
- Régine Detambel
- Marie-Florence Ehret
- Antoine Emaz
- Sylvie Fabre
- Jean-Pierre Faye
- Alain Freixe
- Michael Gluck
- Dominique Grandmont
- Joseph Guglielmi
- Josée Lapeyrère
- Sophie Loizeau
- Hubert Lucot
- Claire Malroux
- Jean Metellus
- Bernard Noël
- Jean Portante
- Gaston Puel
- Valérie Rouzeau
- James Sacré
- Fabbio Scotto
- Salah Stétié
- Veronique Vassiliou
- Keith et Rosmarie Waldrop

et de nombreux autres poètes

#### Quelques titres
- 2007, Dans les ramas de Alain Freixe[69]
- 2005, N de Keith et Rosmarie Waldrop, L.m.p.
- 2002, Été de Bernard Chambaz, L.m.p.
- 2001, Deux de chute de Claude Royet-Journoud, L.m.p.
- 1999, Soir d'Antoine Emaz, L.m.p.
- 1998, La terre cette couleur de Jean-Gabriel Cosculluella, L.m.p.
- 1998, Un de chute de Claude Royet-Journoud, L.m.p.
- 1990, L'esquive s'était éparpillée de Bernard Vargaftig, L.m.p.

### Livres peints
Au-delà de la collection de manuscrits peints, les principaux éditeurs de livres d'artistes ont travaillé avec Anne Slacik, et notamment Fata Morgana (ouvrages de Bernard Noël, Adonis, Marguerite Yourcenar…), Rivières (ouvrages de Michel Butor, René Pons…), L'Entretoise (Jeanne Benameur), Alain Benoit (Jean Portante…). Ces ouvrages sont aujourd'hui visibles dans les grandes médiathèques publiques disposant de fonds de livres d'artistes et y sont régulièrement exposés.
- 2016 : Marine, de Paul Verlaine, Éd. Rémy Maure
- 2016 : Un léger retard, de Jacques Ancet, Éd. La Regondie
- 2014 : Largesses de l'air de Pierre Dhainaut, ed. Faï-Fioc
- 2011 : Le Nénuphar blanc de Stéphane Mallarmé, éd. Ypsilon[70]
- 2009 : Aveuglément, peinture de André du Bouchet, éd. Philippe Szwarc
- 2006 : Carnets de nul retour de Joseph Guglielmi, éditions Bernard Dumerchez
- 2003 : Roman de la fluidité de Bernard Noël, éd. Fata Morgana[71]
- 2002 : Les Grandes Passions de Guy de Maupassant, éd. Rémy Maure
- 2002 : Phaéton d'Ovide, éd. Rémy Maure
- 2000 : Impressions soleil couchant de Christian Skimao, édition d'artiste
- 1999 : Le Carnet Palearctique de Kenneth White, éd. Remy Maure
- 1996 : Le Soleil lu à la radio de Francis Ponge, éd. Rémy Maure
- 1993 : Pollen d'Adonis, éd. Fata Morgana

### Calligraphie
- 2013 : Sur la visite de la reine d'Angleterre, Éd. Rémy Maure[72]

#### Filmographie
- Film sur l'exposition du musée d'art et d'histoire de Saint-Denis

### Sources
- Anne Slacik catalogue d'exposition  ed Galerie Convergences 2021
- Anne Slacik La Bohême est au bord de la mer, peintures et livres peints, catalogue de l'exposition au Manoir Michel Butor, Lucinges, ed Fabelio 2020
- Marcelle Loubchansky - Anne Slacik catalogue d'exposition  ed Galerie Convergences 2019
- Anne Slacik, Mallarmé (LNB)|L'Avril, peintures 2010-2011, catalogue de l'exposition au musée départemental Stéphane-Mallarmé, Vulaines-sur-Seine.
- Anne Slacik. Peintures et livres peints 1989-2012[80], édité par le musée d'art et d'histoire de Saint-Denis et les éditions IAC.
- Anne Slacik Présences, je suis là où je vois Peintures 2010- 2014 édité par la Communauté d'Agglomération de Saint-Quentin-en-Yvelines et les éditions IAC.